# Campeonato de Australasia 1911
Lista de los campeones del Abierto de Australia de 1911:

## Individual masculino
Norman Brookes (AUS) d. Horace Rice (AUS), 6–1, 6–2, 6–3

## Dobles masculino
Rodney Heath (AUS)/Randolph Lycett (GBR)
| Predecesor: 1910                                       | Abierto de Australia 1911 | Sucesor: 1912                         |
| Predecesor: Campeonato nacional de Estados Unidos 1910 | Grand Slam 1911           | Sucesor: Campeonato de Wimbledon 1911 |

- Datos: Q2609942